# Angie Cruz
Angie Cruz (Washington Heights, 24 febbraio 1972) è una scrittrice statunitense.

## Biografia
Nata nel 1972 al New York-Presbyterian Hospital di Washington Heights da madre originaria della Repubblica Dominicana, ha compiuto gli studi al Fashion Institute of Technology e conseguito un B.A. nel 1997 alla Binghamton University e successivamente un Master of Fine Arts in scrittura creativa all'Università di New York.
Nel 2001 ha esordito nella narrativa con il romanzo Soledad e 4 anni dopo, con Let It Rain Coffee, è entrata nella longlist dell'International IMPAC Dublin Literary Award.
Professoressa associata d'inglese all'Università di Pittsburgh, con il terzo romanzo, Dominicana ha vinto il Premio Alex nel 2020.

## Opere (parziale)

### Romanzi
- Soledad (2001)
- Let It Rain Coffee (2005)
- Dominicana (2019), Milano, Solferino, 2020 traduzione di Lucia Fochi ISBN 978-88-282-0417-6.
- Come non perdersi in un bicchiere d'acqua (How Not to Drown in a Glass of Water, 2022), Milano, Solferino, 2022, traduzione di Lucia Fochi ISBN 978-88-282-0960-7.

## Premi e riconoscimenti
- International IMPAC Dublin Literary Award: 2007 nella longlist con Let It Rain Coffee
- Women's Prize for Fiction: 2020 finalista con Dominicana[7]
- Premio Alex: 2020 vincitrice con Dominicana
- Premio Dos Passos: 2024[8]